# Anemia (chi bọ cánh cứng)
Anemia là một chi của bọ cánh cứng đen thuộc tông Opatrini. Các loài bên trong chi này là:
- A. asperula
- A. brevicollis (Wollaston, 1864)
- A. capensis
- A. chobauti
- A. dentipes (Ballion, 1878)
- A. granulata
- A. gruveli
- A. kaszabi
- A. mystacina
- A. pilosa Tournier, 1868
- A. sardoa (Géné, 1839)
- A. schultzei
- A. spinanemia
- A. submetallica (Raffray, 1873)
- A. villiersi

Danh sách này không đầy đủ, bạn cũng có thể giúp mở rộng danh sách.